# Оксфордський словник англійської мови

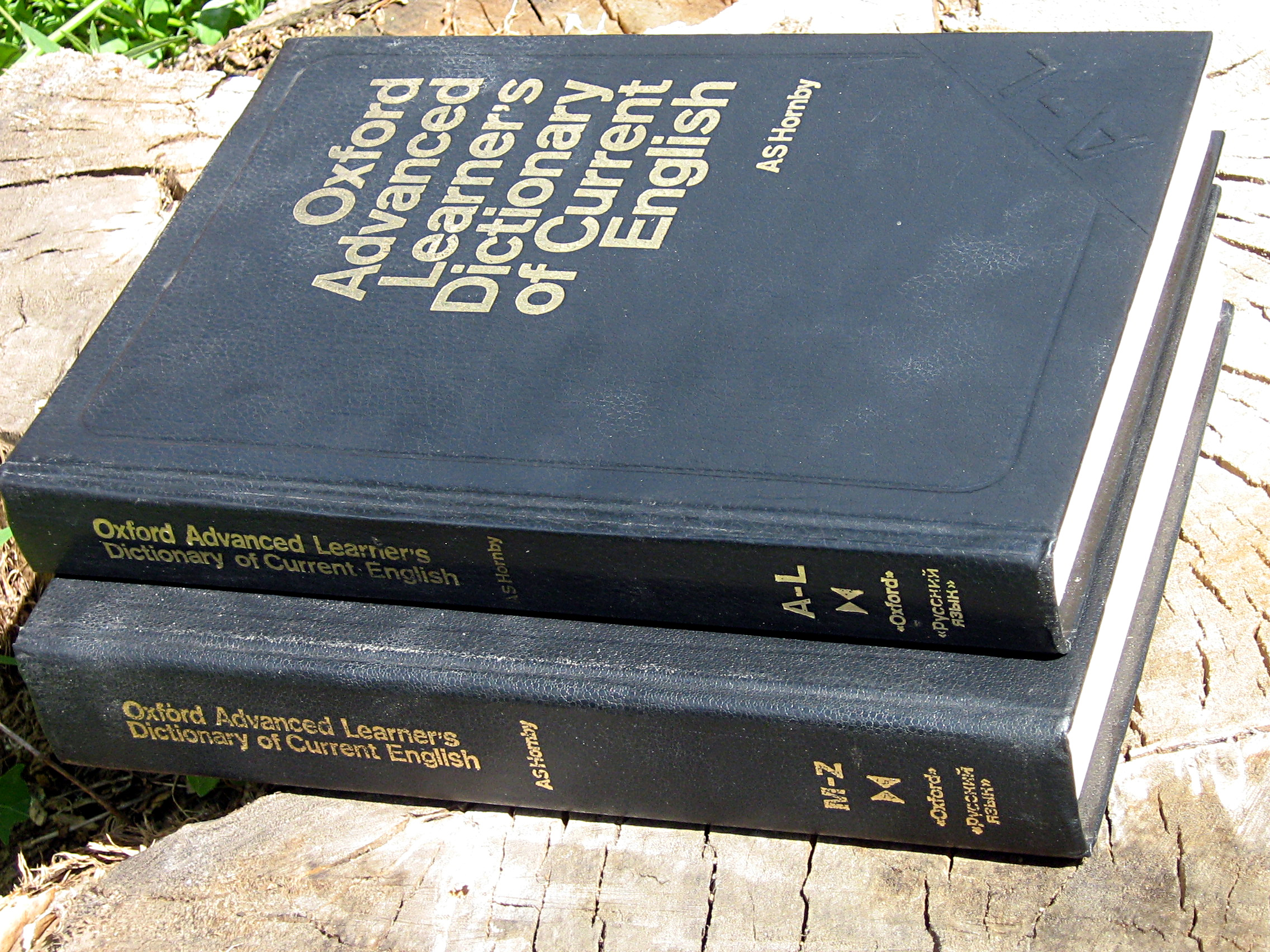
Тлумачний словник сучасної англійської мови для просунутого етапу. Спеціальне видання для СРСР у двох томах. Москва: Русский язык, 1982.

Оксфордський словник англійської мови (англ. Oxford English Dictionary, англ. OED) — один з найвідоміших академічних словників англійської мови видавничого дому «Oxford University Press». Він відслідковує історичний розвиток англійської мови, забезпечуючи науковців і дослідників комплексним джерелом інформації. Видання 2005 року містить близько 301 100 статей (350 млн друкованих знаків).
Словник відомий під розмовною неофіційною назвою «Словник Мюррея» (Murray's), за прізвищем першого головного редактора — Джеймса Мюррея.

## Видання
- Oxford English Dictionary, second edition, edited by John Simpson and Edmund Weiner, Clarendon Press, 1989, twenty volumes, hardcover, ISBN 0-19-861186-2